# Illeism
Illeism (från latinets ille, "han, det") är ett fenomen där någon hänvisar till sig själv i tredje person istället för första person. Illeism används ibland inom litteraturen som en stilfigur. I verkliga livet kan illeism användas för att återge ett antal olika stilistiska lintentioner eller ofrivilliga omständigheter.

## Inom vardagligt tal
I olika sammanhang kan illeism användas för att underbygga ett självbefrämjande, som Bob Dole ibland använde som en komisk effekt genom sin politiska karriär. Detta uppmärksammades under presidentvalet i USA 1996 och satiriserades kraftigt i media under flera år efteråt.

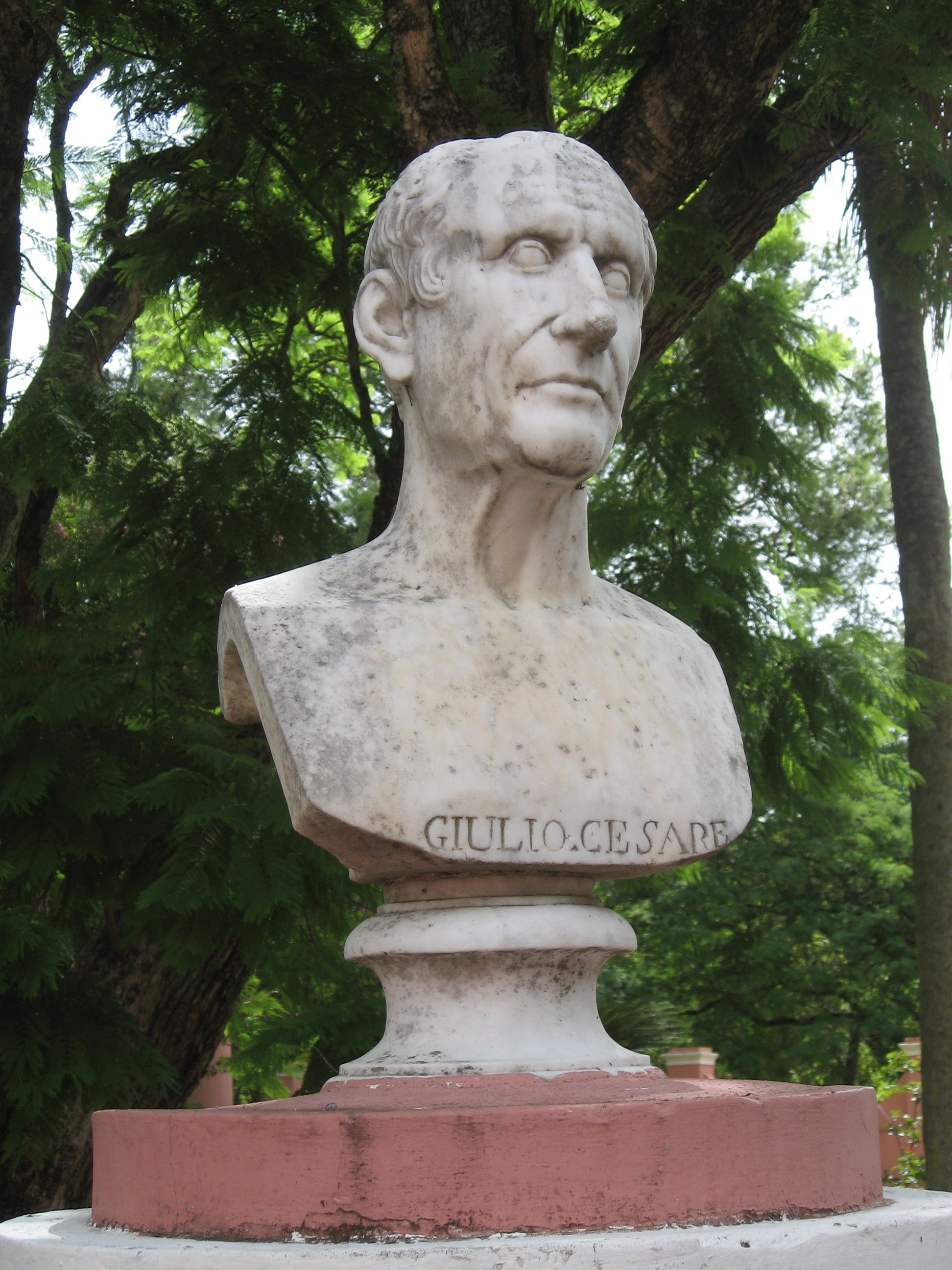
Julius Caesar använder sig av illeism i De Bello Gallico

Deepanjana Pal från det indiska nyhetsnätverket Firstpost noterade att fenomenet att prata i tredje person "är en klassisk teknik som har använts av flera generationers manusskrivare i Bollywood-branschen för att skapa en figurs aristokrati, makt och auktoritet". Alternativt kan självhänvisning i tredje person associeras med självironi och att man inte tar sig själv alltför mycket på allvar (eftersom överdriven användning av pronomen "jag" anses ofta att vara ett tecken på narcissism och egocentrism) såväl som excentricitet i allmänhet.
I vissa österländska religioner, exempelvis hinduism eller buddhism, ses detta ibland som ett tecken på upplysning, eftersom det innebär att en individ lösgör sin själ (atman) från kroppen (maya). Kända illeister som gör detta inkluderar Swami Ramdas, Ma Yoga Laxmi, Anandamayi Ma, och Mata Amritanandamayi. Jnana yoga uppmanar sina utövare att hänvisa till sig själv i tredje person.